# 大阪府道126号総持寺停車場線
大阪府道126号総持寺停車場線（おおさかふどう126ごう そうじじていしゃじょうせん）は、大阪府茨木市を通る一般府道である。

## 概要
茨木市庄2丁目から茨木市西河原2丁目に至る。

### 路線データ
- 起点：茨木市庄2丁目（阪急京都本線 総持寺駅）
- 終点：茨木市西河原2丁目（西河原交差点、国道171号交点）

## 地理

### 通過する自治体
- 大阪府
  - 茨木市

### 交差する道路
| 交差する道路 | 交差する場所 | 交差する場所        |
| ------------ | ------------ | ------------------- |
| 国道171号    | 西河原2丁目  | 西河原交叉点 / 終点 |

### 交差する鉄道
- 東海道本線

### 沿線
- 阪急京都本線 総持寺駅
- 茨木市立庄栄小学校
- JR西日本東海道本線 JR総持寺駅
- 資生堂ホネケーキ工業
- 茨木市立三島小学校
- フジテックフィールド部門研修センター